# Chris Hoy
Christopher Andrew Hoy (conocido como Chris Hoy; Edimburgo, 23 de marzo de 1976) es un deportista británico que compitió en ciclismo en la modalidad de pista, especialista en las pruebas de velocidad y keirin, y en automovilismo. Es uno de los ciclistas de pista más laureados de la historia: seis veces campeón olímpico y once veces campeón mundial.

## Trayectoria
Participó en cuatro Juegos Olímpicos de Verano, entre los años 2000 y 2012, obteniendo en total siete medallas, plata en Sídney 2000 (velocidad por equipos con Craig MacLean y Jason Queally), oro en Atenas 2004 (1 km contrarreloj), tres oros en Pekín 2008 (velocidad individual, velocidad por equipos con Jason Kenny y Jamie Staff y keirin) y dos oros en Londres 2012 (keirin y velocidad por equipos con Philip Hindes y Jason Kenny).
Ganó veinticinco medallas en el Campeonato Mundial de Ciclismo en Pista entre los años 1999 y 2012, y una medalla de bronce en el Campeonato Europeo de Ciclismo en Pista de 2010.
Fue el abanderado del Reino Unido en la ceremonia de clausura de los Juegos de Pekín 2008. Por sus éxitos en el ciclismo recibió dos veces la Orden del Imperio Británico, en calidad de miembro (MBE) en el año 2004, y como caballero comendador (KBE) en 2008.
Puso fin a su carrera como ciclista en 2013. Posteriormente, comenzó a entrenar en automovilismo con la escudería Nissan. Disputó el Campeonato Británico de GT en 2014 y las European Le Mans Series en 2015 y 2016. También compitió en las 24 Horas de Le Mans de 2016 sobre un prototipo Ligier JS P2 con motor Nissan, en equipo con Michael Munemann y Andrea Pizzitola, y finalizando en el decimoséptimo lugar.
En 2012 fue inaugurado en Glasgow el Velódromo Sir Chris Hoy, nombrado en su honor por el Ayuntamiento de la ciudad.
El 20 de octubre de 2024 anunció que padecía cáncer de próstata incurable con metástasis ósea.

## Medallero internacional
| Juegos Olímpicos   | Juegos Olímpicos             | Juegos Olímpicos  | Juegos Olímpicos      |
| Año                | Lugar                        | Medalla           | Competición           |
| ------------------ | ---------------------------- | ----------------- | --------------------- |
| 2000               | Sídney (Australia)           | Medalla de plata  | Velocidad por equipos |
| 2004               | Atenas (Grecia)              | Medalla de oro    | 1 km contrarreloj     |
| 2008               | Pekín (China)                | Medalla de oro    | Velocidad individual  |
| 2008               | Pekín (China)                | Medalla de oro    | Velocidad por equipos |
| 2008               | Pekín (China)                | Medalla de oro    | Keirin                |
| 2012               | Londres (Reino Unido)        | Medalla de oro    | Velocidad por equipos |
| 2012               | Londres (Reino Unido)        | Medalla de oro    | Keirin                |
| Campeonato Mundial |                              |                   |                       |
| Año                | Lugar                        | Medalla           | Competición           |
| 1999               | Berlín (Alemania)            | Medalla de plata  | Velocidad por equipos |
| 2000               | Mánchester (Reino Unido)     | Medalla de plata  | Velocidad por equipos |
| 2001               | Amberes (Bélgica)            | Medalla de bronce | Velocidad por equipos |
| 2002               | Ballerup (Dinamarca)         | Medalla de oro    | Velocidad por equipos |
| 2002               | Ballerup (Dinamarca)         | Medalla de oro    | 1 km contrarreloj     |
| 2003               | Stuttgart (Alemania)         | Medalla de bronce | Velocidad por equipos |
| 2004               | Melbourne (Australia)        | Medalla de oro    | 1 km contrarreloj     |
| 2004               | Melbourne (Australia)        | Medalla de bronce | Velocidad por equipos |
| 2005               | Los Ángeles (Estados Unidos) | Medalla de oro    | Velocidad por equipos |
| 2005               | Los Ángeles (Estados Unidos) | Medalla de bronce | 1 km contrarreloj     |
| 2006               | Burdeos (Francia)            | Medalla de oro    | 1 km contrarreloj     |
| 2006               | Burdeos (Francia)            | Medalla de plata  | Velocidad por equipos |
| 2007               | Palma de Mallorca (España)   | Medalla de oro    | 1 km contrarreloj     |
| 2007               | Palma de Mallorca (España)   | Medalla de oro    | Keirin                |
| 2007               | Palma de Mallorca (España)   | Medalla de plata  | Velocidad por equipos |
| 2008               | Mánchester (Reino Unido)     | Medalla de oro    | Velocidad individual  |
| 2008               | Mánchester (Reino Unido)     | Medalla de oro    | Keirin                |
| 2008               | Mánchester (Reino Unido)     | Medalla de plata  | Velocidad por equipos |
| 2010               | Ballerup (Dinamarca)         | Medalla de oro    | Keirin                |
| 2010               | Ballerup (Dinamarca)         | Medalla de bronce | Velocidad por equipos |
| 2011               | Apeldoorn (Países Bajos)     | Medalla de plata  | Velocidad individual  |
| 2011               | Apeldoorn (Países Bajos)     | Medalla de plata  | Velocidad por equipos |
| 2011               | Apeldoorn (Países Bajos)     | Medalla de plata  | Keirin                |
| 2012               | Melbourne (Australia)        | Medalla de oro    | Keirin                |
| 2012               | Melbourne (Australia)        | Medalla de bronce | Velocidad individual  |
| Campeonato Europeo |                              |                   |                       |
| Año                | Lugar                        | Medalla           | Competición           |
| 2010               | Pruszków (Polonia)           | Medalla de bronce | Velocidad por equipos |